# Blå divisionen

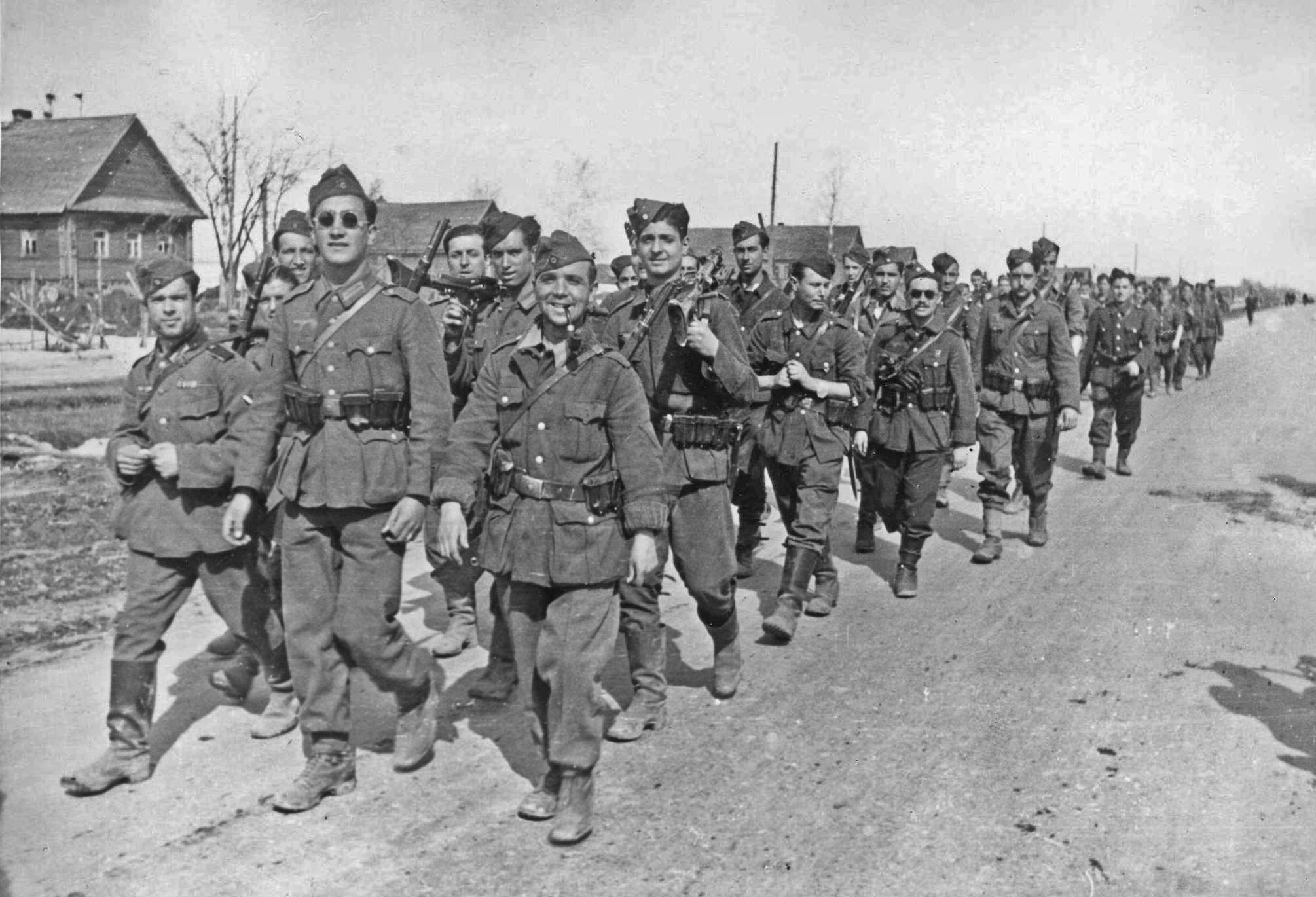
Spanska frivilliga.

Blå divisionen (spanska: División Azul, tyska: Blaue Division), officiellt: Spanska frivillighetsdivisionen (spanska: División Española de Voluntarios) eller Tysklands 250:e infanteridivision (tyska: 250. Infanterie-Division), var en armédivision bestående av frivilliga från neutrala spanska staten som stred för Nazityskland på östfronten under andra världskriget. Nazityskland hade bistått Franco mot den republikanska sidan i spanska inbördeskriget 1936-39, se Condorlegionen.
Den blå divisionen sattes in i strid från och med hösten 1941 (bland annat vid belägringen av Leningrad) fram till oktober 1943 då den drogs tillbaka av Franco efter påtryckningar från de allierade. Totalt deltog 47 000 från Spanien, varav 3 500–4 500 stupade och 8 000 sårades. 321 återvände från krigsfångenskap efter kriget.
Hitler instiftade 1944 en speciell medalj som utmärkelse för deltagare i Blå divisionen, Erinnerungsmedaille für die spanischen Freiwilligen im Kampf gegen den Bolschewismus, se även Järnkorset.

## Ursprung

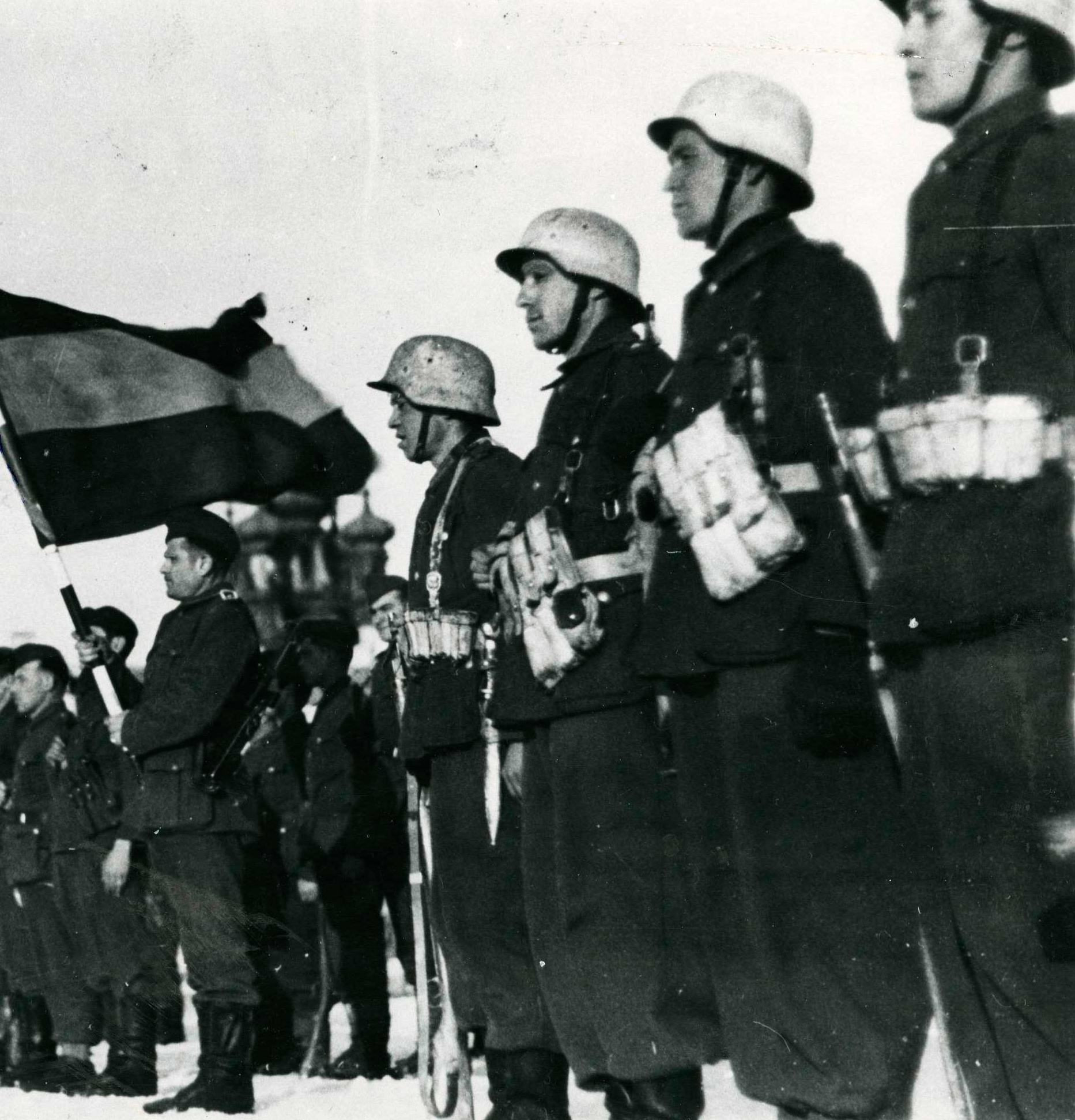
Soldater ur blå divisionen med spanska flaggan.

Trots att den spanska diktatorn Francisco Franco inte fick Spanien inblandat i andra världskriget på Nazi-Tysklands sida, så tillät han spanska volontärer att gå med den tyska armén (Wehrmacht) på villkoret att de skulle bekämpa bolsjevism på östfronten, och inte mot de allierade eller något ockuperat Västeuropeiskt lands befolkning. Detta lät Franco hålla Spanien i fred med de allierade, samtidigt som han kunde hjälpa Tyskland, som själva hade skickat volontärer till Spanien under det spanska inbördeskriget. Detta lät också de många spanska nationalisterna ta ut sina starka antikommunistiska attityder på Sovjetryssland. Den spanska utrikesministern Ramón Serrano Súñer föreslog att man skulle värva en frivilligkår, och när Operation Barbarossa påbörjades, erbjöd Franco Tyskland hjälp.
Hitler tillät användandet av volontärer den 24 juni 1941. Volontärer började omedelbart ta sig till rekryteringskontor i alla spanska storstadsområden. Ett stort antal kadetter från officershögskolan i Zaragoza deltog. Från början var den spanska regeringen villig att erbjuda 4000 män, men snart insåg man att det fanns fler än tillräckligt många volontärer för att anställa personal till en hel division: 18 104 män totalt, med 2 612 officerare och 15 492 soldater.
Femtio procent av officerarna var professionella soldater, detta inkluderade även veteraner från det spanska inbördeskriget. Många andra var också medlemmar i Falangistpartiet, den spanska fasciströrelsen. Andra, som till exempel Luis García Berlanga, ville hjälpa sina familjer i Francos fängelser. Divisionen innehöll även ett antal portugisiska volontärer.
General Agustín Muñoz Grandes var divisionensledare. Eftersom soldaterna inte fick använda de officiella uniformerna som utdelades av den spanska armén, så använde de sig av en symbolistisk uniform som hade Carlisternas röda baskermössor, den spanska legionens khaki-byxor, och de spanska fascisternas blå skjortor—varifrån namnet "Blå divisionen" kommer. Denna uniform användes dock bara när soldaterna var på permission i Spanien; i fältet användes den tyska arméns fältgrå uniform med en sköld på höger ärm med ordet "España" och den spanska flaggans färger.

## Slagordning

### Slagordning (juli 1941)
- Infanterie-Regiment 262 (infanteriregimente 262)
- Infanterie-Regiment 263 (infanteriregimente 263)
- Infanterie-Regiment 264 (infanteriregimente 264)
- Artillerie-Regiment 250 (artilleriregimente 250)
- I. Batallion (första bataljonen)
- II. Batallion (andra bataljonen)
- III. Batallion (tredje bataljonen)
- IV. Batallion (fjärde bataljonen)
- Panzerjäger-Abteilung 250 (pansarvärnsavdelning 250)
- Aufklärungs-Abteilung 250 (spaningsavdelning 250)
- Feldersatz-Batallion 250 (förstärkningsbataljon 250)
- Pionier-Batallion 250 (pionjärbataljon 250)
- Nachrichten-Abteilung 250 (underrättelseavdelning 250)
- Versorgungseinheiten 250 (försörjningsenhet 250)

### Slagordning (september 1943)

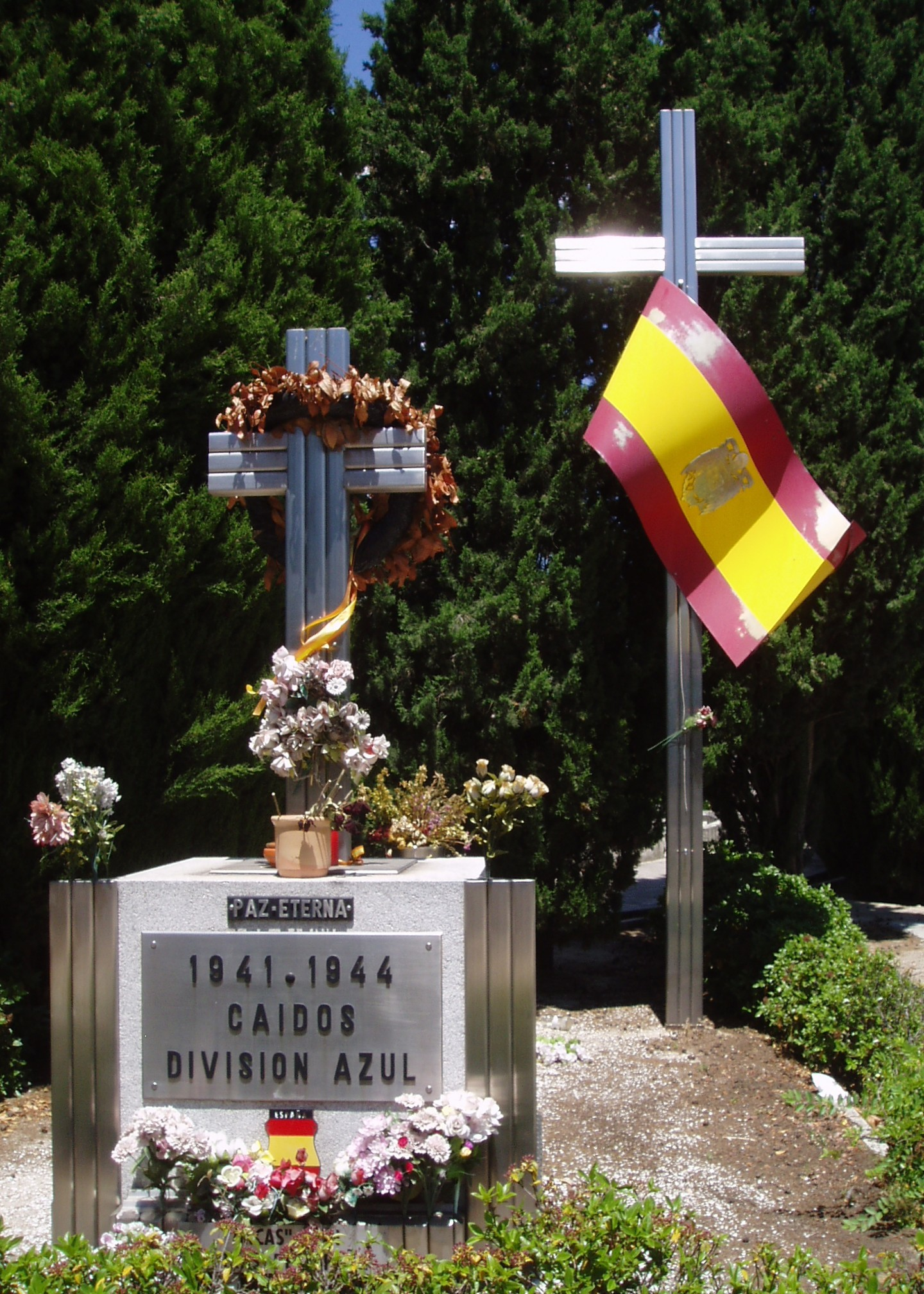
Monument över de stupade från den Blå divisionen i Madrid

- Grenadier-Regiment 262 (grenadjärregimente 262)
- Grenadier-Regiment 263 (grenadjärregimente 263)
- Grenadier-Regiment 264 (grenadjärregimente 264)
- Artillerie-Regiment 250 (artilleriregimente 250)
- I. Batallion (första bataljonen)
- II. Batallion (andra bataljonen)
- III. Batallion (tredje bataljonen)
- IV. Batallion (fjärde bataljonen)
- Panzerjäger-Abteilung 250 (pansarvärnsavdelning 250)
- Aufklärungs-Abteilung 250 (spaningsavdelning 250)
- Feldersatz-Batallion 250 (förstärkningsbataljon 250)
- Pionier-Batallion 250 (pionjärbataljon 250)
- Nachrichten-Abteilung 250 (underrättelseavdelning 250)
- Versorgungseinheiten 250 (försörjningsenhet 250